# Victoria Eugenia Méndez Márquez
Victoria Eugenia Méndez Márquez (Morelia, Michoacán, 26 de marzo de 1961) es una política mexicana, miembro del Partido Revolucionario Institucional (PRI). Ha sido diputada federal y senadora. Es conocida también como Jenny Márquez.

## Biografía
Victoria Eugenia Méndez Márquez fue electa por primera ocasión diputada federal como candidata del PRI en 1994 a la LVI Legislatura que terminó en 1997 en representación del Distrito 10 de Michoacán. En dicha legislatura fue integrante de las comisiones de Artesanías; de Asuntos de la Juventud; y de Bosques y Selvas. 
En 2000 fue electa senadora suplente por Lista Nacional para las Legislaturas LVIII y LIX de ése año a 2006, siendo senador propietario Netzahualcóyotl de la Vega. De la Vega falleció en ejercicio del cargo el 6 de septiembre de 2004; en consecuencia, Victoria Eugenia Méndez Márquez asumió la senaduría el 30 de septiembre siguiente, permaciendo en el cargo hasta el fin de la legislatura el 31 de agosto de 2006. Durante este periodo en el Senado fue secretaria de la comisión de Reforma Agraria; e integrante de las comisiones de Equidad de Género; de Estudios Legislativos - Segunda; de Juventud y Deporte; y de Población y Desarrollo.
En 2021 fue elegida diputada federal suplente por la vía de la representación proporcional a la LXV Legislatura, siendo titular de la diputación Carolina Viggiano Austria. El 14 de noviembre del mismo año fue registrada como candidata a secretaria general del comité estatal del PRI en Hidalgo, junto con el entonces diputado Julio Valera Piedras como presidente, tomando protesta formal de dichos cargo el 28 del mismo mes. Permaneció en dicho cargo hasta el 11 de febrero de 2022 en que renunció para incorporarse al equipo de campaña de Carolina Viggiano, siendo sustituida por Yarely Melo Rodríguez; y como previsión de asumir la diputación de la que Viggiano se separaría y de la que es suplente. Carolina Viggiano Austria solicitó y obtuvo licencia como diputada federal a partir del 4 de marzo de 2022 para ser candidata a gobernador de Hidalgo por la coalición del PRI, el PAN y el PRD, por lo que el 8 de marzo Victoria Eugenia Méndez Márquez asumió la diputación.
El 21 de junio de 2023 fue nombrada por segunda ocasión secretaria general del PRI en Hidalgo, junto con Marco Antonio Mendoza Bustamante como presidente.